# Wikipédia en croate
Pour les articles homonymes, voir Wikipédia en croate (homonymie).
Wikipédia en croate (en croate : Wikipedija na hrvatskome jeziku) est l’édition de Wikipédia en croate. Son code est : hr. Créée en 16 février 2003, elle attire l'attention des médias dès 2013 en raison d'un traitement biaisé, marqué par des idées nationalistes d'extrême droite, de sujets politiques, historiques et sociaux, rendu possible à la suite de l'éviction d'un groupe d'utilisateurs par un autre. Le Courrier des Balkans rapporte que l’édition en croate de Wikipédia a longtemps été sous l’emprise de révisionnistes d’extrême droite cherchant à nier les crimes des Oustachis pendant la Seconde guerre mondiale et à réhabiliter leur idéologie.
Le croate est une langue slave méridionale parlée principalement en Croatie et en Bosnie-Herzégovine.
Au 21 mars 2025, l'édition en croate contient 225 556 articles et compte 325 956 contributeurs, dont 465 contributeurs actifs et 14 administrateurs.
Les éditions de Wikipédia dans les autres variétés de la langue serbo-croate sont Wikipédia en serbo-croate (460 524 articles), Wikipédia en serbe (704 165 articles) et Wikipédia en bosnien (94 595 articles). 

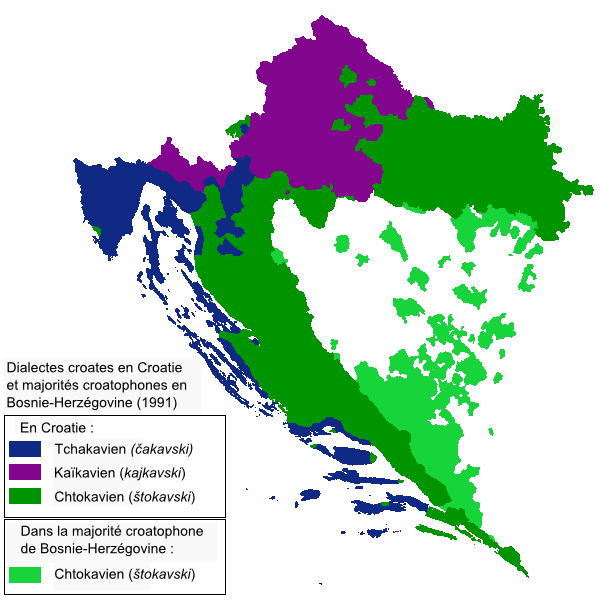
Aire de diffusion du croate et de ses dialectes.

## Promotion de points de vue d'extrême-droite
Plusieurs exemples de traitements biaisés de sujets politiques, sociaux et historiques ont été rapportés, outre le fait de minorer les crimes commis par le régime oustachi. Les articles concernant l’interruption volontaire de grossesse, et la doctrine de l’Église catholique sur l'avortement, manifestaient un point de vue anti-avortement, et se fondaient principalement sur des sources allant dans ce sens. Les articles sur l'homosexualité traduisaient un point de vue favorable à la « limitation des droits des personnes LGBT »,. L'antifascisme était assimilé à une forme de totalitarisme. Les personnalités des milieux de gauche étaient présentées dans plusieurs articles comme d'extrême-gauche. Un article intitulé « Jugokomunizam » a été créé pour décrire une prétendue conspiration anti-croate qui aurait été fomentée par le Parti communiste yougoslave,.
L'évocation du camp de concentration de Jasenovac est considérée comme un exemple emblématique du révisionnisme et des distorsions historiques qui ont affecté la version croate de Wikipédia. L'article sur Vjekoslav Luburić décrivait ce dirigeant du camp de concentration comme un « activiste politique ». La page consacrée au camp de Jasenovac pendant la Seconde Guerre mondiale le présentait comme un « camp de collecte » et un «camp de travail», minimisant les crimes qui y étaient commis ainsi que le nombre de victimes, et prenant appui sur « des médias de droite et des blogs privés » pour un grand nombre de ses références. Hrvoje Klasić, historien à la Faculté des sciences humaines et sociales de Zagreb, déclare au Balkan Investigative Reporting Networken 2018 que « bien que Jasenovac fût en partie un camp de travail, s'y référer comme cela seul est trompeur » et « revient à utiliser le même langage que la propagande oustachi » ; de plus, toujours selon ce même chercheur « un certain nombre d'articles et de sujets décèlent un sentiment nationaliste fortement prononcé ». Ainsi par exemple des articles trahissaient des positions hostiles aux Serbes de Croatie.

## Mainmise d'un groupe sur la communauté wikipédienne
Le rapport d'analyse de la dérive de Wikipédia en croate publié en 2021 par la Fondation Wikimédia met en évidence une mainmise d'un groupe qui a eu recours à des manœuvres d'intimidation et à des actions concertées pour acquérir du pouvoir au sein de la communauté wikipédienne. Une fois aux commandes, ce groupe a réduit au silence ses contradicteurs. Les personnes contribuant à la version en croate de Wikipédia qui ont essayé de supprimer les passages biaisés ont été harcelées et bloquées indéfiniment en écriture sous divers prétextes.
Ainsi le champ était libre pour que la version croate de Wikipédia devienne le relais d'« un point de vue conservateur », selon la Fondation Wikimédia.
Parmi les erreurs relevées dans le rapport figure le choix initial en 2003 de créer deux versions Wikipédia distinctes pour deux  pays, la Serbie, et la Croatie, qui ont pourtant en commun la même langue, le serbo-croate. Or Wikipédia est divisée selon un critère linguistique et non national. Ainsi par exemple, la Wikipédia en français est censée accueillir des contributeurs et des contributrices de toute la francophonie ; il ne s'agit pas d'une Wikipédia française. La justification qui a été donnée en 2003 pour séparer les versions en serbo-croate est celle des différences d'alphabet : le serbo-croate s'écrit avec un alphabet latin en Croatie, et avec un alphabet cyrillique en Serbie. La version Wikipédia en serbo-croate coexiste avec les versions nationales concurrentes (croate serbe, bosniaque) et elle est considérée comme plus respectueuse qu'elles des règles de neutralité.
Par-delà cette situation linguistique particulière qui a conduit à une réduction de la diversité, selon le rapport de la Fondation, « aucune des différents Wikipédias n’est à l’abri d’une telle attaque » ; une des conclusions de l'enquête est qu'« un groupe mieux organisé et avec plus de ressources serait très difficile à repérer, et à bannir ».

## Attitude de la Fondation Wikimédia

### Faible implication pendant de longues années
Des signalements ont été adressés à la Fondation Wikimédia qui, cependant, s'est abstenue d'intervenir, de crainte de porter atteinte à l'autonomie de la Wikipédia en croate. La Fondation s'était contentée de lancer un appel à commentaires, qui n'avait pas permis de récolter des avis critiques sur le fonctionnement et la dérive de la Wikipédia en croate : en effet, les opposants avaient été neutralisés. Le rapport publié en 2021 admet que « le manque d’intervention de la Fondation a directement poussé les utilisateurs modérés hors de la plateforme ». Les menées du groupe dominant se sont poursuivies 10 années durant. Le pouvoir de ce groupe a finalement été « renversé » par les personnes en désaccord avec de telles méthodes. Selon les sites Therecord.media et Fudzilla, la Fondation Wikimédia a banni un administrateur de la Wikipédia en croate dès novembre 2020 après avoir découvert qu'il utilisait des pantins (sockpuppets) pour avoir plus de poids dans les discussions et manipuler des élections,. Le journaliste de Fudzilla ironise sur cette action tardive : « En d'autres termes, écrit-il, vous pouvez transformer le site en un site de propagande néo-nazie, mais vous avez des ennuis si vous essayez de truquer une élection du personnel ».

### Réaction en 2021

Au passage des 200000 articles.

En janvier 2021, la Fondation Wikimédia publie une offre d'emploi pour un poste d'évaluateur de désinformation, dans le but d'examiner le contenu contesté sur la version croate de Wikipédia.
En mars 2021, un groupe de rédacteurs considérés comme responsables de l'ensemble de l'affaire se voit privé de l'accès aux outils d'administrateurs. Un membre de ce groupe s'est révélé être le rédacteur en chef d'un portail Web d'extrême droite.
En juin 2021, la Fondation Wikimédia publie son rapport d'évaluation de la désinformation dans la version croate de Wikipédia.

## Statistiques
- En septembre 2013, l'édition en croate compte quelque 140 000 articles et 115 000 utilisateurs enregistrés.
- Le 27 septembre 2022, elle contient 212 947 articles et compte 279 802 contributeurs, dont 484 contributeurs actifs et 11 administrateurs.
- Le 12 août 2024, elle contient 221 641 articles et compte 317 206 contributeurs, dont 456 contributeurs actifs et 14 administrateurs.